# کلرتالیدون
کلرتالیدون (به انگلیسی: Chlortalidone)
رده درمانی: مدرهای تیازیدی
اشکال دارویی: قرص

## موارد مصرف
- بالا بودن فشار خون، زیادی فشار خون
- نارسایی قلب بویژه جهت کاهش فزونی پیش‌بار قلب در نارسایی احتقانی قلب

## مکانیسم اثر
کلرتالیدون هرچند با سایر دیورتیک‌های تیازیدی ساختمانی متفاوت دارد ولی مکانیسم اثری مشابه دارد. دیورتیک‌های تیازیدی فشار خون را با مهار هم انتقالی سدیم کلراید در بخش صعودی قوس هنله و ابتدای توبول دیستال و افزایش دفع سدیم و افزایش ترشح ادرار کاهش می‌دهند. کاهش در حجم پلاسما برون‌ده قلبی را کاهش داده و در نتیجه فشار خون کاهش می‌یابد.

## عوارض جانبی
مهمترین عارضه جانبی این دیورتیکها هیپوکالمی است.